# Wero
Wero es un proveedor de servicios de pago europeo promovido por la Iniciativa de Pagos Europea (EPI) con una implantación en 2025 en Alemania, Bélgica y Francia y planeada en Luxemburgo para el año 2026. Participan las cajas de ahorros, cooperativas bancarias, así como numerosos bancos europeos. El nombre se compone del pronombre inglés "we" (nosotros) y el nombre euro, pero también permite su identificación con el término "vero" (verdadero), del latín e italiano.

## Historia de Wero
El lanzamiento tuvo lugar en julio de 2024, inicialmente como competidor de PayPal Friends and Family, pero desde el principio como sistema de pago en tiempo real (comparable a una transferencia bancaria en tiempo real) y más tarde con una función ampliada de pago en línea. En diciembre de 2024, había 17 millones de usuarios registrados que habrían procesado unos 12 millones de transacciones a través del servicio. En abril de 2025 ya tenía 40 millones de usuarios. Los pagos están limitados a 1000 EUR, a menos que los bancos participantes establezcan un límite inferior.

### Iniciativa de Pagos Europea
Wero es una de las propuestas de la Iniciativa de Pagos Europea (o EPI por sus siglas en inglés de European Payments Initiative) respaldada por el Banco Central Europeo para crear un proveedor de servicios de pago y redes interbancarias en la Unión Europea para competir con las empresas Mastercard, Visa y Paypal y consolidar la soberanía digital europea, la soberanía monetaria, fiscal y financiera.
La Iniciativa de Pagos Europea fue fundada en el año 2020 por 16 entidades bancarias como BBVA, Santander, Deutsche Bank, Grupo ING, Unicredit y BNP Paribas.
El proyecto inicial fue la "Euro Alliance of Payment Schemes" creada en 2010 que fracasó en 2012 por la falta de un modelo empresarial viable y las dificultades de coordinación y participación.

### Futuras características previstas
EPI anunció en julio de 2024 que ampliará la oferta de Wero a los pagos de compras en línea y por móvil (en 2025) y, posteriormente, a los pagos en puntos de venta habilitados para NFC (2026). Está previsto que más adelante se admita una gama más amplia de tipos de transacciones, incluidos los pagos únicos, las suscripciones, los plazos, los pagos contra reembolso y las reservas. Además, con el tiempo se incorporarán a la solución servicios de valor añadido, como la financiación responsable «Compre ahora, pague después» (BNPL), funciones de identidad digital e integración de programas de fidelización de comerciantes.

## Entidades participantes
| Pais       | Banco                                               | Inicio de actividad |
| ---------- | --------------------------------------------------- | ------------------- |
| Bélgica    | Argenta                                             | 2025-07-07          |
| Bélgica    | Bank Van Breda                                      | 2025-07-07          |
| Bélgica    | Belfius                                             | 2024-09-26          |
| Bélgica    | Beobank                                             | 2025-07-07          |
| Bélgica    | BNP Paribas Fortis (Fintro, Hello Bank! Bélgica)    | 2024-11-06          |
| Bélgica    | Crelan                                              | 2025-07-07          |
| Bélgica    | ING Bélgica                                         | 2024-11-19          |
| Bélgica    | KBC (CBC, KBC Brussels)                             | 2024-07-26          |
| Bélgica    | Revolut                                             | 2025-07-01          |
| Bélgica    | vdk bank                                            | 2025-07-07          |
| Francia    | BNP Paribas                                         | 2024-10-24          |
| Francia    | Crédit Agricole                                     | 2024-09-26          |
| Francia    | CIC                                                 | 2024-11-01          |
| Francia    | Crédit Mutuel                                       | 2024-11-06          |
| Francia    | Groupe BPCE                                         | 2024-10-02          |
| Francia    | Hello bank!                                         | 2024-10-02          |
| Francia    | La Banque Postale                                   | 2024-10-28          |
| Francia    | Revolut                                             | 2025-07-01          |
| Francia    | Société Générale                                    | 2024-10-24          |
| Alemania   | BBBank                                              | 2024-09-30          |
| Alemania   | Deutsche Postbank                                   | 2024-10-31          |
| Alemania   | PSD Bank                                            | 2024-09-30          |
| Alemania   | Revolut                                             | 2025-07-01          |
| Alemania   | Sparkassen-Finanzgruppe                             | 2024-07-02          |
| Alemania   | Volksbanken Raiffeisenbanken (DZ Bank, Sparda-Bank) | 2024-07-02          |
| Luxemburgo | Banque Internationale à Luxembourg                  | 2026-06-01          |
| Luxemburgo | Banque Raiffeisen                                   | 2026-06-01          |
| Luxemburgo | Post Luxembourg                                     | 2026-06-01          |
| Luxemburgo | BGL BNP Paribas                                     | 2026-06-01          |
| Luxemburgo | Spuerkeess                                          | 2026-06-01          |

## Otros sistemas de pago en Europa
Wero se considera similar al servicio de pago alemán Giropay, el español Bizum, el italiano Bancomat, el portugués MB Way, el sueco Swish, y el suizo Twint con diferentes implantaciones regionales.